# WYA?
WYA? è un singolo del rapper statunitense Lil Tracy, pubblicato il 10 luglio 2020

## Tracce
1. WYA? – 2:13